# Thabiso Brown
Thabiso Nelson Brown (Mohale's Hoek, 3 de octubre de 1995) es un futbolista lesotense. Juega como delantero y su actual equipo es Dandong Tengyue de la Primera Liga China. Es internacional absoluto con la Selección de Lesoto.

## Trayectoria

### Inicios en Lesoto
Debutó por el Sky Batallion de Lesoto. Por el Kick4Life se destacó en la temporada 2016-17, donde fue subgoleador de la Primera División de Lesoto con 17 goles. Paralelamente es convocado a la Selección de fútbol de Lesoto en donde convierte un gol.
En busca de nuevos retos Thabiso hizo pruebas en dos equipos europeos: Chornomorets Odessa de Ucrania y St. Andrews FC de Malta aunque sin mayor trascendencia, con ayuda de un amigo camerunés decide ir a probar suerte al fútbol de Sudamérica.

### Bolivia
Thabiso llegó a Bolivia donde actuó por clubes de la tercera división pertenecientes a la asociación de fútbol Oruro: primera para el JCDT Bolivia FC, luego en el Deportivo Sur-Car y por último en el Empresa Minera Huanuni marcando 30 goles en 20 partidos, en este último club donde a pesar de ser una liga de ascenso comienza a ser reconocido en el continente.

### Perú
Después de que se cancelaran el torneo de tercera división de Bolivia a raíz de la pandemia del COVID-19, Thabiso es contratado en octubre de 2020 por el equipo Pirata Fútbol Club de Perú. El día 7 de diciembre convierte su primer gol tras notarle al equipo Cultural Santa Rosa con asistencia de Gianluca Leyva.

### Retorno a Huanuni
En 2021, Thabiso Brown vuelve a Bolivia para jugar más una vez por Empresa Minera Huanuni. En la Copa Simón Bolívar 2021, Brown tuvo muchas actuaciones destacadas. Empresa Minera Huanuni llegó hasta los cuartos de final y el lesotense terminó el torneo con 13 goles, con 3 hat-tricks incluidos, siendo el subgoleador de esa edición.

## Selección nacional
Ha sido internacional con la selección de fútbol de Lesoto en 5 ocasiones, con 1 gol anotado. Fue parte de la selección que jugó la Copa COSAFA 2021.

## Clubes

### Inferiores
| Club          | País   | Año  |
| ------------- | ------ | ---- |
| Sky Batallion | Lesoto | 2009 |
| Majantja      | Lesoto | 2010 |
| Sky Batallion | Lesoto | 2011 |
| Super Kingdom | Lesoto | 2013 |

### Profesional
| Club                   | País    | Año               |
| ---------------------- | ------- | ----------------- |
| Kick4Life              | Lesoto  | 2013 - 2017       |
| JCDT Bolivia FC        | Bolivia | 2017 - 2018       |
| Sur-Car                | Bolivia | 2018              |
| Empresa Minera Huanuni | Bolivia | 2019              |
| FATIC                  | Bolivia | 2020              |
| Pirata FC              | Perú    | 2020              |
| Empresa Minera Huanuni | Bolivia | 2021              |
| Aurora                 | Bolivia | 2022              |
| CDT Real Oruro         | Bolivia | 2022              |
| Dandong Tengyue        | China   | 2023 - Actualidad |

## Palmarés

### Campeonatos regionales
| Título                                        | Club          | País    | Año  |
| --------------------------------------------- | ------------- | ------- | ---- |
| Tercera División (Asociación de Fútbol Oruro) | E. M. Huanuni | Bolivia | 2019 |

### Distinciones individuales
| Distinción                                                       | Club                   | País    | Año  |
| ---------------------------------------------------------------- | ---------------------- | ------- | ---- |
| Goleador de Eliminatoria al Campeonato Africano Sub-20 (5 goles) | Lesoto Sub-20          | Lesoto  | 2015 |
| Goleador de la Asociación de Fútbol Oruro                        | Empresa Minera Huanuni | Bolivia | 2019 |
| Goleador de la Copa Simón Bolívar                                | CDT Real Oruro         | Bolivia | 2022 |

- Subgoleador de la Copa Simón Bolívar 2021. (13 goles)
- Subgoleador de la liga de fútbol de Lesoto en la temporada 2016-17. (17 goles)